# Kyriakoulis Mavromichalis
Kyriakoulis Mavromichalis (Κυριακούλης Μαυρομιχάλης) (Atene, 1850 – Atene, 5 agosto 1916) è stato un politico greco.

## Biografia
Mavromichalis è nato ad Atene nel 1850, nella rinomata famiglia Mavromichalis di Mani, la quale aveva combattuto durante la Guerra d'indipendenza greca. Egli fu eletto, per la prima volta, al Parlamento Ellenico nel 1879 e ricoprì la carica di ministro degli Interni (1895-1897, 1902-1903 e 1905) e ministro della guerra (1904-1905), prima di diventare Primo ministro della Grecia, in seguito alla rivolta Goudi e la caduta del governo di Dīmītrios Rallīs nel 1909.
Sotto la pressione della Lega Militare, Mavromichalis concesse loro una grande quantità di normative, tra cui l'organizzazione dell'esercito, della giustizia e dei sistemi di istruzione e l'organizzazione governativa. Mavromichalis si dimise da primo ministro nel gennaio 1910, dopo un disaccordo con la Lega Militare; il successore fu Stephanos Dragoumis. Morì nel 1916.
| Controllo di autorità | VIAF (EN) 14435432 · ISNI (EN) 0000 0000 4555 3451 · LCCN (EN) no2002035613 · GND (DE) 1082573787 |